# Emblema nacional de Tayikistán
El emblema nacional de la República de Tayikistán aparece descrito en la "Ley del Escudo Estatal de la República de Tayikistán" aprobada el 28 de diciembre de 1993. Está compuesto por una corona abierta, representada esquemáticamente con sus bordes de color rojo. En la parte superior de la corona figura un semicírculo y, sobre él, siete estrellas rojas de cinco puntas cada una. Estos elementos también pueden observarse en la bandera nacional. La corona y las siete estrellas están situadas delante de los rayos del sol naciente de color rojo que aparece en la parte inferior del emblema, detrás de tres montañas que están representadas de color azul y con sus cumbres nevadas.
A ambos lados del emblema figuran una rama de la planta del algodón y varias espigas de trigo, unidas con una cinta con los colores de la bandera nacional. En la parte inferior aparece colocado un libro abierto.
La versión actual del emblema de Tayikistán es una modificación del emblema de la República Socialista Soviética de Tayikistán, desaparecida en 1991. El sol naciente, la rama de algodón y las espigas de trigo también figuraron en el emblema de la República Soviética de Tayikistán.

## Escudos históricos

Escudo de armas de la República Socialista Soviética Autónoma Tayika (1924-1929)
Escudo de armas de la República Autónoma Socialista Soviética de Tayikistán (1929-1932)
Escudo de armas de la República Socialista Soviética de Tayikistán (1931-1935)
Escudo de armas de la República Socialista Soviética de Tayikistán (1936-1937)
Escudo de armas de la República Socialista Soviética de Tayikistán (1937-1991)
Escudo de armas de la República de Tayikistán (1992-1993)